# ブラック・ベルベット
ブラック・ベルベット（英: Black Velvet）は、シャンパンとスタウトを使用するカクテル。

## 概要
19世紀末から飲まれているカクテルである。シャンパンを用いるカクテルの中では知名度が高い。
「ブラック・ベルベット」は「黒いベルベット（天鵞絨）」の意。黒い液色と、グラスの中にできる泡によるキメ細かいなめらかな舌触りが布地のベルベットに例えられたもの。
伝説では、1861年にロンドンのブルックス紳士クラブでヴィクトリア女王の配偶者であるアルバート公の死を悼んで考案されたとされる。

## レシピの例
材料
- スタウト - 1/2
- シャンパン - 1/2

作り方
1. ピルスナーグラスにスタウトとシャンパンを注ぐ。
なお、注ぎ順は、スタウトが先、シャンパンが先、同時のいずれでも。同時に注ぐほうが技量が必要となる。

シャンパンではなくスパークリングワイン（白）、スタウトではなく黒ビールとすることもある。